# Feldhockey-Weltmeisterschaft der Herren 2018
Die 14. Feldhockey-Weltmeisterschaft der Herren wurde vom 28. November bis zum 16. Dezember 2018 im Kalinga Hockey Stadium in Bhubaneswar im ostindischen Bundesstaat Odisha ausgetragen.
Der offizielle Name des Turniers lautete Odisha Hockey Men’s World Cup 2018. Erstmals traten sechzehn Nationalmannschaften zunächst in vier Gruppen und danach im K.-o.-System gegeneinander an. Insgesamt wurden 36 Turnierspiele absolviert.
Belgien konnte sich im Finale gegen die Niederlande mit 3:2 nach Penaltyschießen durchsetzen und wurde zum ersten Mal Weltmeister. Titelverteidiger Australien scheiterte im Halbfinale knapp an den Niederlanden.

## Austragungsort
Das Kalinga Stadium in Bhubaneswar besitzt eine Kapazität von 16.000 Zuschauern.

## Qualifikation
Aufgrund der erhöhten Teilnehmerzahl änderten sich im Vergleich zu vorangegangenen Weltmeisterschaften die Qualifikationskriterien. Neben Gastgeber Indien waren die fünf amtierenden Kontinentalmeister und zehn Qualifikanten aus dem FIH Hockey World League 2017 Semifinale in London und Johannesburg für die Weltmeisterschaft qualifiziert.

## Schiedsrichter
Folgende 16 Schiedsrichter wurden von der FIH für die Weltmeisterschaft nominiert:
- Diego Barbas
- Dan Barstrow
- Marcin Grochal
- Ben Göntgen
- Adam Kearns
- Eric Koh Kim Lai
- Lim Hong Zhen
- Martin Madden
- Raghu Prasad
- Javed Shaikh
- Simon Taylor
- David Tomlinson
- Gregory Uyttenhove
- Jonas van't Hek
- Francisco Vásquez
- Peter Wright

## Vorrunde

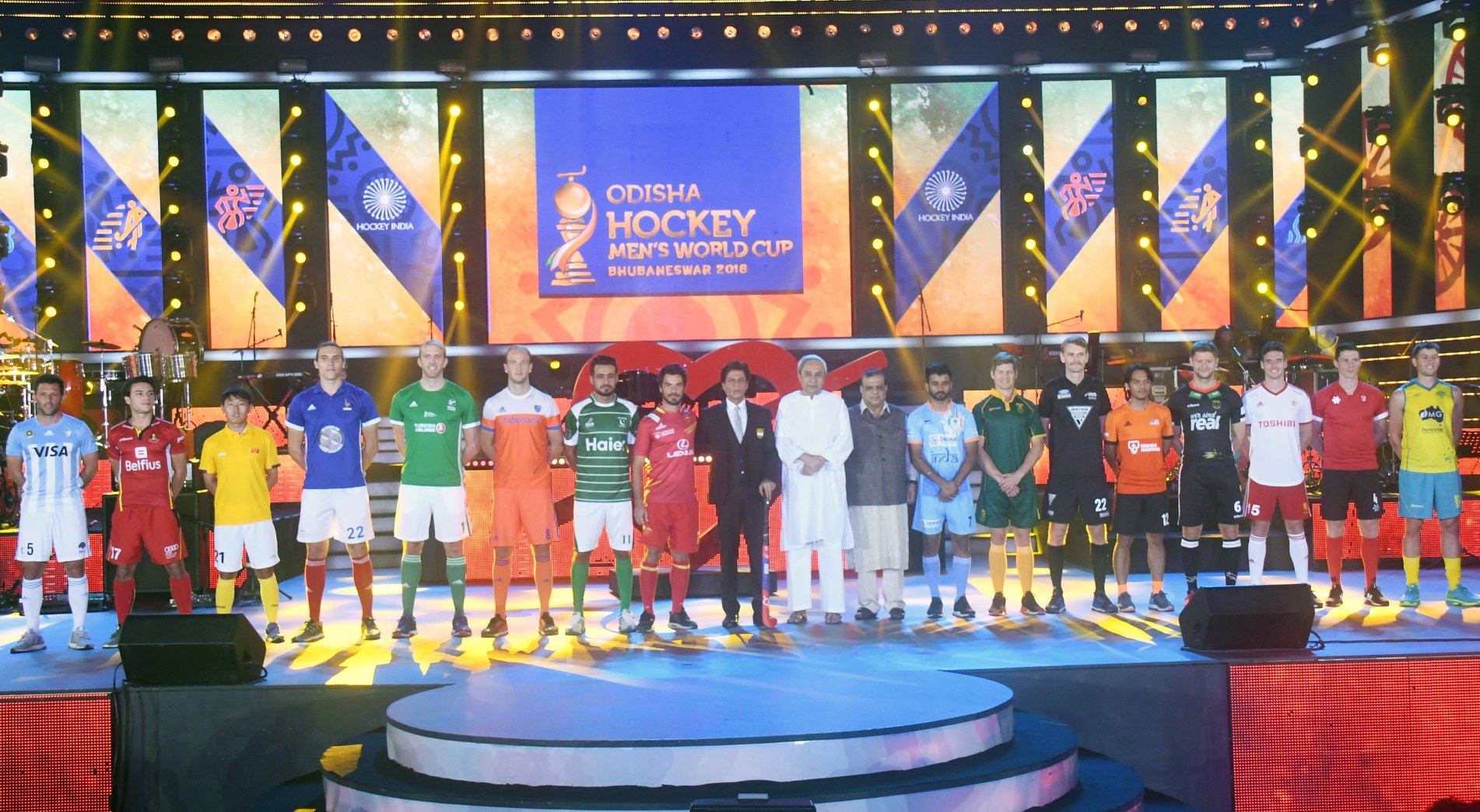
Mannschaftskapitäne der teilnehmenden Mannschaften

Alle Zeitangaben sind in Ortszeit (Indian Standard Time; UTC+5:30) angegeben und damit viereinhalb Stunden gegenüber MEZ versetzt.

### Gruppe A
| Datum             | Zeit      | Begegnung                | Ergebnis  | MR |
| ----------------- | --------- | ------------------------ | --------- | -- |
| 29. November 2018 | 17:00 Uhr | Argentinien – Spanien    | 4:3 (3:2) |    |
| 29. November 2018 | 19:00 Uhr | Neuseeland – Frankreich  | 2:1 (1:0) |    |
| 3. Dezember 2018  | 17:00 Uhr | Spanien – Frankreich     | 1:1 (0:1) |    |
| 3. Dezember 2018  | 19:00 Uhr | Neuseeland – Argentinien | 0:3 (0:1) |    |
| 6. Dezember 2018  | 17:00 Uhr | Spanien – Neuseeland     | 2:2 (2:0) |    |
| 6. Dezember 2018  | 19:00 Uhr | Argentinien – Frankreich | 3:5 (1:4) |    |

| Pl. | Mannschaft  | Sp. | S | U | N | Tore | Diff. | Pkt. |
| --- | ----------- | --- | - | - | - | ---- | ----- | ---- |
| 1   | Argentinien | 3   | 2 | 0 | 1 | 10:8 | +2    | 6    |
| 2   | Frankreich  | 3   | 1 | 1 | 1 | 7:6  | +1    | 4    |
| 3   | Neuseeland  | 3   | 1 | 1 | 1 | 4:6  | −2    | 4    |
| 4   | Spanien     | 3   | 0 | 2 | 1 | 6:7  | −1    | 2    |

### Gruppe B
| Datum             | Zeit      | Begegnung                        | Ergebnis   | MR |
| ----------------- | --------- | -------------------------------- | ---------- | -- |
| 30. November 2018 | 17:00 Uhr | Australien – Irland              | 2:1 (1:1)  |    |
| 30. November 2018 | 19:00 Uhr | England – Volksrepublik China    | 2:2 (1:1)  |    |
| 4. Dezember 2018  | 17:00 Uhr | England – Australien             | 0:3 (0:0)  |    |
| 4. Dezember 2018  | 19:00 Uhr | Irland – Volksrepublik China     | 1:1 (0:0)  |    |
| 7. Dezember 2018  | 17:00 Uhr | Australien – Volksrepublik China | 11:0 (6:0) |    |
| 7. Dezember 2018  | 19:00 Uhr | Irland – England                 | 2:4 (0:1)  |    |

| Pl. | Mannschaft          | Sp. | S | U | N | Tore | Diff. | Pkt. |
| --- | ------------------- | --- | - | - | - | ---- | ----- | ---- |
| 1   | Australien          | 3   | 3 | 0 | 0 | 16:1 | +15   | 9    |
| 2   | England             | 3   | 1 | 1 | 1 | 6:7  | −1    | 4    |
| 3   | Volksrepublik China | 3   | 0 | 2 | 1 | 3:14 | −11   | 2    |
| 4   | Irland              | 3   | 0 | 1 | 2 | 4:7  | −3    | 1    |

### Gruppe C
| Datum             | Zeit      | Begegnung           | Ergebnis  | MR |
| ----------------- | --------- | ------------------- | --------- | -- |
| 28. November 2018 | 17:00 Uhr | Belgien – Kanada    | 2:1 (2:0) |    |
| 28. November 2018 | 19:00 Uhr | Indien – Südafrika  | 5:0 (2:0) |    |
| 2. Dezember 2018  | 17:00 Uhr | Kanada – Südafrika  | 1:1 (0:0) |    |
| 2. Dezember 2018  | 19:00 Uhr | Indien – Belgien    | 2:2 (0:1) |    |
| 8. Dezember 2018  | 17:00 Uhr | Belgien – Südafrika | 5:1 (4:1) |    |
| 8. Dezember 2018  | 19:00 Uhr | Kanada – Indien     | 1:5 (0:1) |    |

| Pl. | Mannschaft | Sp. | S | U | N | Tore | Diff. | Pkt. |
| --- | ---------- | --- | - | - | - | ---- | ----- | ---- |
| 1   | Indien     | 3   | 2 | 1 | 0 | 12:3 | +9    | 7    |
| 2   | Belgien    | 3   | 2 | 1 | 0 | 9:4  | +5    | 7    |
| 3   | Kanada     | 3   | 0 | 1 | 2 | 3:8  | −5    | 1    |
| 4   | Südafrika  | 3   | 0 | 1 | 2 | 2:11 | −9    | 1    |

### Gruppe D
| Datum            | Zeit      | Begegnung                 | Ergebnis  | MR |
| ---------------- | --------- | ------------------------- | --------- | -- |
| 1. Dezember 2018 | 17:00 Uhr | Niederlande – Malaysia    | 7:0 (3:0) |    |
| 1. Dezember 2018 | 19:00 Uhr | Deutschland – Pakistan    | 1:0 (0:0) |    |
| 5. Dezember 2018 | 17:00 Uhr | Deutschland – Niederlande | 4:1 (1:1) |    |
| 5. Dezember 2018 | 19:00 Uhr | Malaysia – Pakistan       | 1:1 (0:0) |    |
| 9. Dezember 2018 | 17:00 Uhr | Malaysia – Deutschland    | 3:5 (2:3) |    |
| 9. Dezember 2018 | 19:00 Uhr | Niederlande – Pakistan    | 5:1 (2:1) |    |

| Pl. | Mannschaft  | Sp. | S | U | N | Tore | Diff. | Pkt. |
| --- | ----------- | --- | - | - | - | ---- | ----- | ---- |
| 1   | Deutschland | 3   | 3 | 0 | 0 | 10:4 | +6    | 9    |
| 2   | Niederlande | 3   | 2 | 0 | 1 | 13:5 | +8    | 6    |
| 3   | Pakistan    | 3   | 0 | 1 | 2 | 2:7  | −5    | 1    |
| 4   | Malaysia    | 3   | 0 | 1 | 2 | 4:13 | −9    | 1    |

## Finalrunde
Alle Zeitangaben sind in Ortszeit (Indian Standard Time; UTC+5:30) angegeben und damit viereinhalb Stunden gegenüber MEZ versetzt.

### Überkreuzspiele
Die  Überkreuzspiele (cross-over matches) zwischen den Gruppenzweiten und -dritten wurden am 10. und 11. Dezember 2018 ausgetragen. Die Sieger qualifizierten sich für das Viertelfinale.
| Datum             | Zeit      | Begegnung                        | Ergebnis  | MR |
| ----------------- | --------- | -------------------------------- | --------- | -- |
| 10. Dezember 2018 | 16:45 Uhr | England – Neuseeland             | 2:0 (1:0) |    |
| 10. Dezember 2018 | 19:00 Uhr | Frankreich – Volksrepublik China | 1:0 (0:0) |    |
| 11. Dezember 2018 | 16:45 Uhr | Belgien – Pakistan               | 5:0 (3:0) |    |
| 11. Dezember 2018 | 19:00 Uhr | Niederlande – Kanada             | 5:0 (2:0) |    |

### Viertelfinale
Die Viertelfinalspiele fanden am 12. und 13. Dezember 2018 statt. Die Sieger qualifizierten sich für das Halbfinale.
| Datum             | Zeit      | Begegnung               | Ergebnis  | MR |
| ----------------- | --------- | ----------------------- | --------- | -- |
| 12. Dezember 2018 | 16:45 Uhr | Argentinien – England   | 2:3 (1:1) |    |
| 12. Dezember 2018 | 19:00 Uhr | Australien – Frankreich | 3:0 (2:0) |    |
| 13. Dezember 2018 | 16:45 Uhr | Deutschland – Belgien   | 1:2 (1:1) |    |
| 13. Dezember 2018 | 19:00 Uhr | Indien – Niederlande    | 1:2 (1:1) |    |

### Halbfinale
Die beiden Halbfinalspiele wurden am 15. Dezember 2018 ausgetragen.
| Datum             | Zeit      | Begegnung                | Ergebnis             | MR |
| ----------------- | --------- | ------------------------ | -------------------- | -- |
| 15. Dezember 2018 | 16:00 Uhr | England – Belgien        | 0:6 (0:2)            |    |
| 15. Dezember 2018 | 18:30 Uhr | Australien – Niederlande | 3:4 n. P. (0:2, 2:2) |    |

### Spiel um Platz 3
Das Spiel um Platz 3 fand am 16. Dezember 2018 statt.
| Datum             | Zeit      | Begegnung            | Ergebnis  | MR |
| ----------------- | --------- | -------------------- | --------- | -- |
| 16. Dezember 2018 | 16:30 Uhr | England – Australien | 1:8 (0:3) |    |

### Finale
Das Finale fand am 16. Dezember 2018 statt.
| Datum             | Zeit      | Begegnung             | Ergebnis        | MR |
| ----------------- | --------- | --------------------- | --------------- | -- |
| 16. Dezember 2018 | 19:00 Uhr | Belgien – Niederlande | 3:2 n. P. (0:0) |    |

## Endklassement
Gemäß den offiziellen Angaben der FIH ergibt sich folgendes Endklassement der Weltmeisterschaft 2018:
| Rang | Mannschaft          |
| ---- | ------------------- |
| 01   | Belgien             |
| 02   | Niederlande         |
| 03   | Australien          |
| 04   | England             |
|      |                     |
| 05   | Deutschland         |
| 06   | Indien              |
| 07   | Argentinien         |
| 08   | Frankreich          |
|      |                     |
| 09   | Neuseeland          |
| 10   | Volksrepublik China |
| 11   | Kanada              |
| 12   | Pakistan            |
|      |                     |
| 13   | Spanien             |
| 14   | Irland              |
| 15   | Malaysia            |
| 16   | Südafrika           |

## Sonstiges
- Es war die erste Weltmeisterschaft seit 2002 mit 16 Teams und insgesamt die zweite WM, die mit 16 Teams ausgetragen wurde.
- China konnte sich zum ersten Mal qualifizieren.
- Frankreich konnte sich zum ersten Mal seit 1990 qualifizieren.
- Belgien erreichte zum ersten Mal ein Halbfinale bei einer WM.
- Zum bereits siebten Mal stand Niederlande in einem Feldhockey-Finale (Rekord).
- Zum 11. Mal in Folge belegte Australien einen der ersten vier Plätze.
- Zum dritten Mal in Folge unterlag England im kleinen Finale.
- Spanien, das an allen 14 Turnieren teilnahm, errang mit Platz 13 das schlechteste Ergebnis.

## Medaillengewinner
| Platz | Land        | Sportler |
| ----- | ----------- | --- |
| 1     | Belgien     | Vincent Vanasch, Arthur van Doren, Florent Van Aubel, Sébastien Dockier, Cédric Charlier, Gauthier Boccard, Nicolas De Kerpel, Augustin Meurmans, Alexander Hendrickx, Thomas Briels, Félix Denayer, Simon Gougnard, Arthur de Sloover, Antoine Kina, Loïck Luypaert, Victor Wegnez, Tom Boon, Loic van Doren (ohne Einsatz), John-John Dohmen, Emmanuel Stockbroekx |
| 2     | Niederlande | Pirmin Blaak, Jeroen Hertzberger, Lars Balk, Thijs van Dam, Jonas de Geus, Jorrit Croon, Billy Bakker, Seve van Ass, Valentin Verga, Glenn Schuurmann, Robbert Kemperman, Sander Baart, Mirko Pruijser, Bob de Voogd, Joep de Mol, Thierry Brinkman, Mink van der Weerden, Sam van der Ven (ohne Einsatz), Sander de Wijn                                            |
| 3     | Australien  | Andrew Charter, Corey Weyer, Jake Harvie, Matthew Dawson, Eddie Ockenden, Jake Whetton, Blake Govers, Tim Howard, Aran Zalewski, Matthew Swann, Flynn Ogilvie, Daniel Beale, Trent Mitton, Dylan Wotherspoon, Tim Brand, Jeremy Hayward, Tyler Lovell |